# Білилівка
Біли́лівка (в давнину — Білилів, Роставець) — село в Україні, у Ружинській селищній територіальній громаді Бердичівського району Житомирської області. Колишнє містечко, до 1923 року — волосний центр, у 1923—25 роках — районний центр, у 1923—2020 роках — центр сільської ради. Кількість населення становить 2 193 особи (2001)

## Географія
На північній стороні від села пролягає автошлях Р32. На північ від села (1 км) розміщений зупинний пункт Роставиця. Відстань до Ружина — 20 км.

## Населення
Станом на 1885 рік у містечку мешкало 4 678 осіб, налічувалось 506 дворових господарств.
За переписом 1897 року кількість мешканців зросла до 4851 особи (2353 чоловічої статі та 2498 — жіночої), з яких 2613 — православної віри, 2223 — юдейської, у 1900 році — 5 561 особа, з них: 2 635 чоловіків та 2 926 жінок, дворів — 891, або 5 288 мешканців та 821 двір.
Відповідно до перепису населення СРСР, на 17 грудня 1926 року чисельність населення становила 7 196 осіб, з них за статтю: чоловіків — 3 438, жінок — 3 758; етнічний склад: українців — 5 004, росіян — 33, євреїв — 1 981, поляків — 171, інших — 7. Кількість домогосподарств — 1 662, з них, несільського типу — 550.
За даними перепису населення СРСР 1939 року чисельність населення становила 5 623 особи, з них українців — 4 690, росіян — 134, німців — 6, євреїв — 633, поляків — 107, інших — 53.
Станом на 1972 рік, кількість населення становила 3 517 осіб, дворів — 1 202.
Відповідно до результатів перепису населення СРСР, кількість населення, станом на 12 січня 1989 року, становила 2 517 осіб, станом на 5 грудня 2001 року, відповідно до перепису населення України, кількість мешканців села становила 2 193 особи.

### Мова
Розподіл населення за рідною мовою за даними перепису 2001 року:
| Мова       | Відсоток |
| ---------- | -------- |
| українська | 98,63 %  |
| російська  | 1,05 %   |
| білоруська | 0,14 %   |
| молдовська | 0,05 %   |

## Історія
Історична дата утворення — 1071 рік. За переказами, раніше Білилівка називалася містом Білилів, через білі кам'яні будинки та церкви, що були в місті до його руйнування татарами, точний час якого місцеві жителі назвати не могли, але відділяли ту епоху від пізнішої — козацьких війн з поляками. В переказах йшлося про великі руйнації, побиття та полон, лише небагатьом вдалося втекти.
На підтвердження цього збереглися древні могили, цвинтарі та вали. Східніше палацу колишніх власників білилівського маєтку графів Потоцьких, був земляний вал, «за Польщі» увінчаний високим дубовим палісадом. На валу, поблизу річки, залишилася кам'яна будівля, кожна зі сторін котрої мала довжину 6 сажнів, висоту 3 сажні та ширину — 2 аршини, очевидно, вежа, що виконувала військове призначення. Товсті шари вапна між цеглою і каменем та форма цегли нагадували кам'яниці великих київських князів. Місцеві жителі переказували, що раніше біля цієї вежі були залізні ворота, будівництво ж вежі та воріт вони відносять до сивої давнини. З південно-західної сторони містечка, над річкою Роставицею, поблизу кам'яних скель, збереглося замчисько зі слідами битв з вогнепальною зброєю, оточене валом та ровом, а поодаль, на правому березі, був табір Семена Палія. За пів версти на північ, в сторону Бердичева, помітні земляні насипи, будівництвом котрих також займався Палій. Найочевиднішим доказом значної кількості населення тут раніше та багатьох кривавих побоїщ свідчить велика кількість людських кісток, що трапляються при копанні землі в містечку та біля нього.

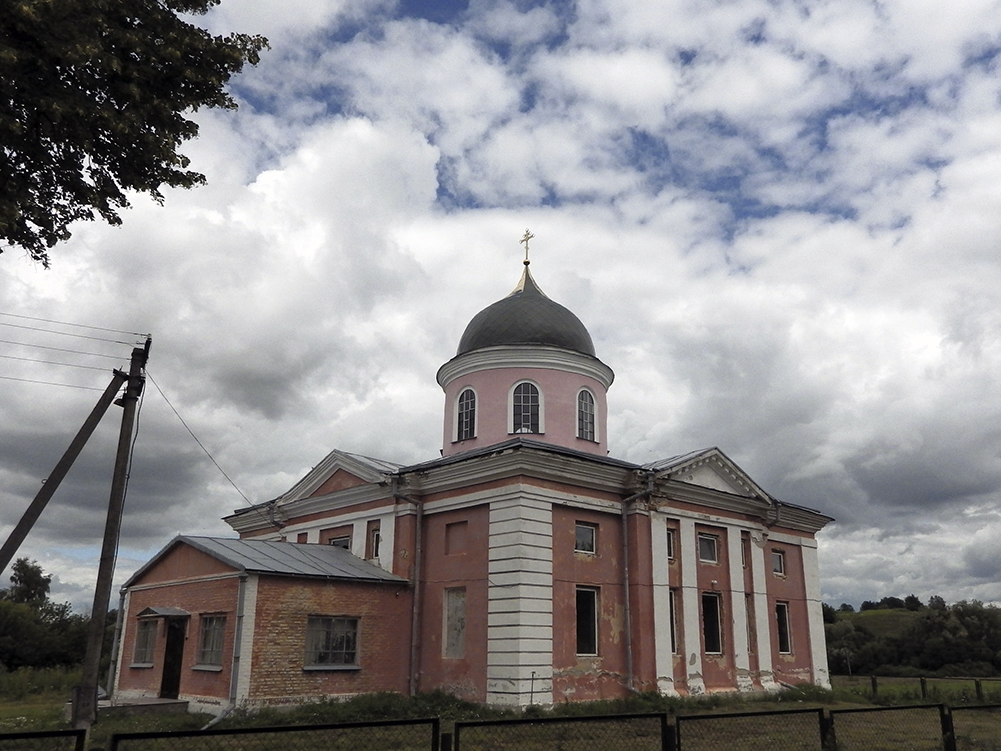
Церква Георгія Побєдоносця, с. Білилівка

За іншою версією, свою назву Білилівка отримала від білої глини, яка розташована у цих місцях. Ще за дуже давніх часів стояв тут город Білилів, який вміщав у собі «сорок сороків», церкви і багато лицарства, але орда дуже часто нападала і знищила цей город. В церквах татари тримали коней. Коли це було невідомо, але може бути, що це набіг відбувся у 1483 році, коли Менглі-Ґірай, кримський хан, запустив загони вбивць по всій Київщині, знищив все дощенту і тут запанувала пустеля. За оповідками, в часи несподіваного приходу турецьких чи татарських військ з боку Чорного моря, злякані дикі коні тікали із степу до околиці міста. Недалеко, в селі Лопатині є стійло, яке зветься стійлом диких коней. Лише в кінці 16 століття Білилів почав відроджуватися: на місці старого городища виникло поселення вже з назвою Білилівка (пол. Białołówka) або Роставиця (пол. Rastawica).
7—9 жовтня 1604 року в селі зупинялося українсько-польське військо яке 20 червня 1605 року захопило Москву. У 1607 році, під час одного з татарських набігів на Білилівку, до бою стало коронне військо, але було розгромлене, а Білилівка з околицями повторно знищена. Поліг у цьому бою Ярош Вільга Гадзімірський — досвідчений військовий муж, лицар, захисник цього краю. Невідомо, кому тоді належала Білилівка, але напевно одному з місцевих родів.
У 1608 році власницею Білилівського маєтку стала княгиня Анна з Ходкевичів, дідичка з містечка Корець, сестра Кароля Ходкевича. Вже в 1612 році на село знову напали татари, перетворивши його в руїну. Княгиня була господаровитою, завбачливою та заможною і, невдовзі, відновила поселення. Окрім Білилівки, неподалік заселила й інші села: Сестринівку, Махаринці, Огіївку і Голубівку, поселенцями в котрих стала шляхта, яка була на службі князів Корецьких. В давнину в селі була кам'яна церква, котру, під час плюндрування міста Білилів татарами, спустошено, довгий час існували лише стіни, без даху. На початку 17 століття княгиня збудувала замок, відновила церкву та заснувала при ній чоловічий православний монастир, за котрим закріпила землю, ліс та 30 селян в окремому хуторі. Крім цього, поставила будинок для подорожніх, доглядати за котрим мали ченці, аби убогі та ті, що вертаються з татарської неволі, могли тут підживитися. 2 липня 1633 року ігумен монастиря брав участь у відбиранні в «уніатів» Києво-Софійського собору. Крім чоловічого, було збудовано й жіночий монастир, обидва — між 1612 та 1626 роками, котрим подарувала село Покотилівку.

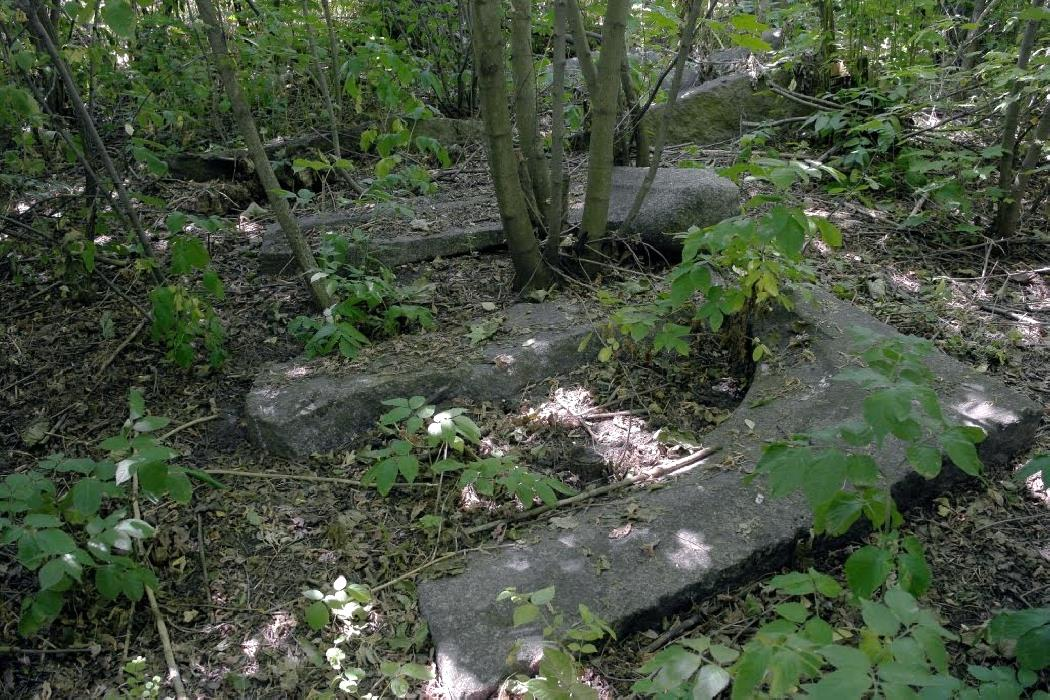
Село Білилівка Житомирська область, старий єврейський цвинтар

У 1626 році Анна Корецька заповіла маєток синові Каролю, після смерті котрого, в 1633 році, Білилівський маєток перейшов до її єдиної онуки, доньки Самуеля, Анни, дружини Андрія Ліщинського, та до сина її брата Самуеля, Кароля Корецького, але Анна Ліщинська зреклася своєї частки на користь стрия, Кароля Корецького. Князь Кароль Корецький був фундатором в Білилівці костьолу римського обряду. Після його смерті, у 1623 році, володіння перейшли у спадок до його єдиного сина — князя Самуеля Кароля, який помер у 1651 році — останнього нащадка сестер князя Самуеля і Кароля, дочок князя Йоахима Корецького, Чарторийських, Сапігів, Радзівілів і Санґушків. Князі Самуель і Кароль Корецькі мали великі борги. Білилівку та інші села ще за свого життя роздали під застави, тому володарем Білилівки вже в 1644 році був якийсь Павло Янковський. У 1628 році Кароль Корецький вніс подимне з 20 димів, ринку, 60 вулиць, 3 комор, 7 ремесел, а у 1650 році Катерина Потоцька вносить податок з Білилівки від 76 димів.
26 листопада 1637 року до Білилівки, для замирення козаків-бунтарів, прийшов Польний гетьман коронний Миколай Потоцький з військом, тут видав свій універсал із закликом до реєстрових козаків не долучатися до бунтівників. За часів Хмельниччини Білилівку зайняли козаки. В 1651 році тут проходили війська вглиб України, і в краю, який лежав поза лінією, на яку претендували козаки, застали край інакший — повні копи всякого збіжжя в полі і достаток. В 1700 році тут зазнали поразки козаки, під проводом знаних ватажків Семена Палія і Черника: містечко і майдан зруйнували, а людей порозганяли.
Після козацьких війн містечко занепало і перетворилося на село. Під час козацьких воєн до Білилівки ні їхні володарі, ні ті, хто тримав Білилівку як заставу, не навідувалися. Тільки коли все стихло, пройшли роки, до маєтку повернулася донька заставника Янковського Катажина Флоріанівна Потоцька з Народичів, гербу Любич. Від цього часу і в наступні роки (завжди способом застави) ці маєтності перейшли до її доньки, Маріанни Лясковської. Тим часом дідичі маєтку, сперечаючись між собою за спадщину Корецьких, не сплачували заставникам боргів. Стараннями дідичів, містечко почало відновлюватися, вже у 1719 році тут були євреї, а від 1766 року відбувалися двотижневі ярмарки, затверджені, стараннями Марії Радзивіл, у 1788 році.

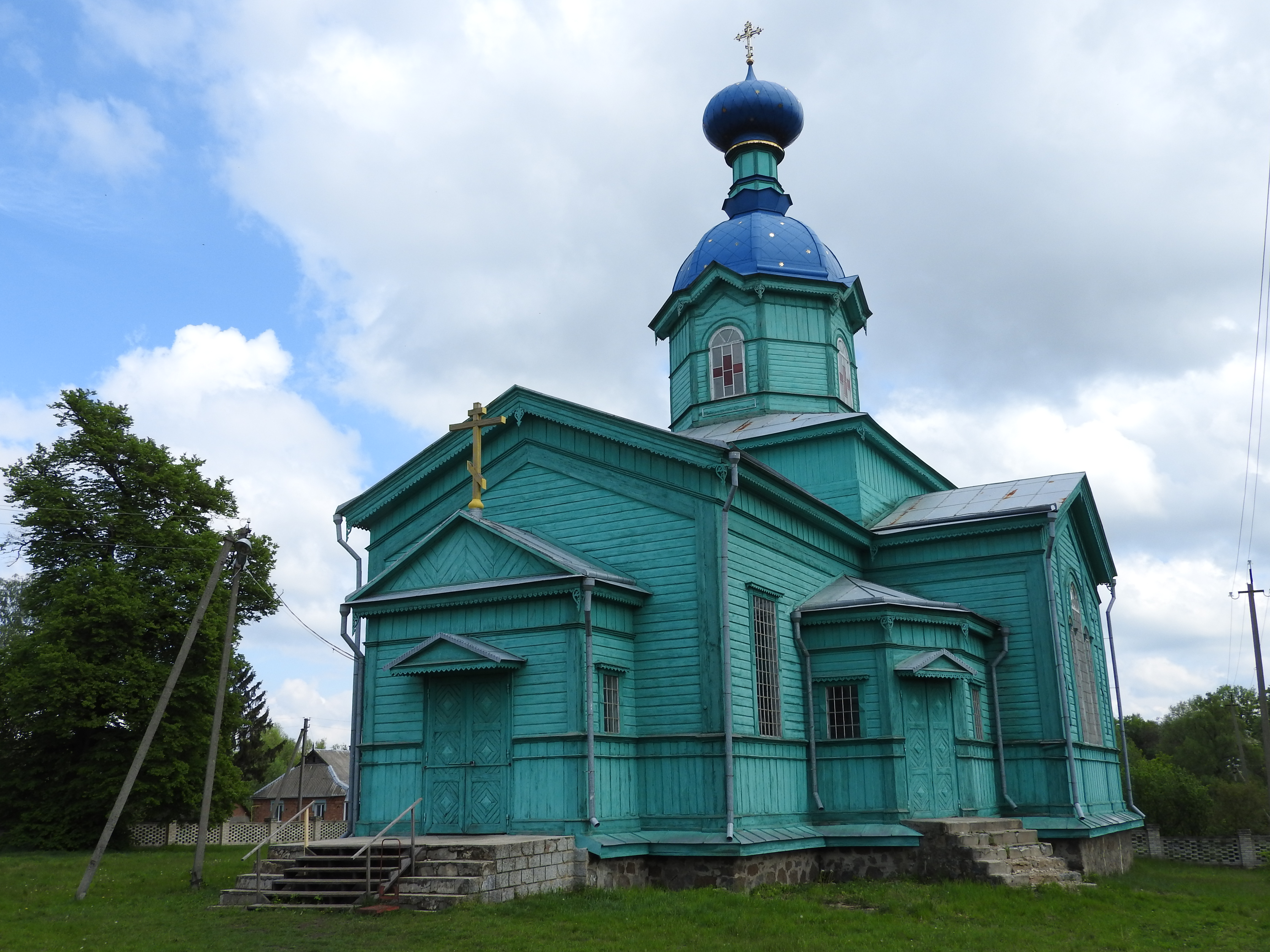
Дерев'яна Троїцька церква, с. Білилівка

В 1701 році князь Юрій Любомирський — один з претендентів на цю спадщину — разом з іншими, які мали спадкові права на Білилівку, у великодній день, зі своєю власною збройною силою, на чолі якої стояв війт з Межиріччя, при допомозі козаків Семена Палія, зайняв це містечко. Лясковська за наїзд подала протест до короля. По довгих судових справах Білилівка й інші села, що належали Корецьким в 1751 були присуджені спадкоємцю — підляському воєводі Стефану Миколаю Браницькому. В 1725 році на доньці Стефана Миколая Браницького одружився болемівський староста Ян Казимир Любомирський і у 1777 році Білилівкою вже володіла його донька Марія, в шлюбі Радзивіл. У 1777 році Марія Радзивіл збудувала з каменю римо-католицький парафіяльний костел. Після неї поселенням володів її дядько, краківський каштелян Іоан-Клементій Браницький, одружений з сестрою короля Понятовського. Тоді ж монастир було повернуто «уніатам», а монахів називали «базилянами» («василіанами»), було підвищено видатки на утримання. До монастиря за провини висилали парафіяльних священників, на його користь накладалися судові штрафи з церковних справ. Настоятелі монастиря були суддями уніатської консисторії. Браницький був бездітним і передав маєток литовському підчашому Йоахімові Потоцькому. Доньки Йоахима побралися з львівськими каштелянами, також з Потоцьких. Один з них, Францішек Пйотр Потоцький — староста щирецький, посол Польщі в Стамбулі, замешкавши в Білилівці, сприяв будівництву тут палацу і саду, у 1843 році відновив костел під ім'ям Яна Непомуцена. За іншою версією, Марія, не маючи власних дітей, у 1792 році подарувала Білилівський маєток усиновленому нею графові Іоану Потоцькому, синові графа Петра-Франца Потоцького.
Після Франца Потоцького маєток належав його синові, Іоану (Яну), котрий мав, у шлюбі з Маріанною Чарторийською, двох синів — Юзефа і Германа. В Германа, Білилівку з Дерганівкою та Сестринівкою конфісковано у 1831 році, через участь у польському повстанні.
У 1795 році монастир знову став «православним». В 1825 році стару кам'яну церкву розібрано, на її місці започатковано будівництво нової, більших розмірів кам'яної Георгієвської церкви, завершеної у 1832 році. У 1843 році в монастиря відібрано хутір та 60 закріплених селян, через що, в 1845 році, монастир закрито через відсутність засобів для існування, житлові будівлі передано священникам, церкву перетворено в парафіяльну, 4-го класу, з хутором та 94 десятинами землі. З 1848 році при церкві утворено парафіяльне училище, свого часу — найкраще в губернії, де навчалося близько 90 дітей. На утримання училища зі скарбниці щороку виділялося 200 рублів.
У 1737 році, на місці старої, було збудовано нову дерев'яну Троїцьку церкву, котра, на 1740 рік, до котрої належало 90 білилівських дворів. До 1845 року Троїцька церква була парафіяльною, після стала приписною. Мала кам'яну дзвіницю. В 1853 році замість неї, парафіяни збудували нову, також дерев'яну. Крім вже згаданих церков, булий інші: біля дороги до Бердичева — вірменська, коло колишнього монастиря, в саду колишніх власників.
В середині 19 століття — містечко Бердичівського повіту, лежало на горбистій місцевості, над річкою Роставицею та струмком Ситнею. Струмок з річкою глибокими ставами оточували містечко, створюючи півострів, на котрому розміщувалася головна частина, з церквами. Околиці містечка називалися За струмком Ситнею, Курсівка, На правій стороні Роставиці, та, нижче за течією, Дерганівкою. Відстань до Бердичева — 25 верст, до Києва — 180 верст, до Козятина — 7 верст. Кількість мешканців, разом з передмістями та Дерганівкою — 3 282 православних, 206 римокатоликів та 1 460 юдеїв. Двічі на місяць тут відбувалися ярмарки, були шкірзавод, пивоварня, гуральня, управління казенними поселянами Бердичівського повіту, волосне та поліційне управління.
Станом на 1885 рік — колишнє державницьке містечко Білилівської волості Бердичівського повіту Київської губернії, були 2 православні церкви, костел, синагога, 2 єврейських доми молитви, школа та 5 постоялих будинків, 2 трактири, 20 лавок. Працював шкірзавод, водяний млин, відбувалися ярмарки двічі на місяць, базар у п'ятницю та неділю.
В кінці 19 століття — державницьке містечко, адміністративний центр Білилівської волості Бердичівського повіту Київської губернії. Відстань до центру повіту, м. Бердичів — 40 верст, до найближчої залізничної станції (Роставиця), де розміщувалася також найближча телеграфна станція — 3 версти, до поштової казенної станції, в Козятині — 15 верст. Основним заняттям мешканців було рільництво, крім цього, селяни підробляли на залізниці. Землі — 4 668 десятин, з них належало колишнім державним селянам — 3 855 дес., 92 дес. — церкві та 721 дес. — іншим суспільним станам. Селяни господарювали за трипільною системою. В містечку були 2 православні церкви, римо-католицький костел, єврейська синагога, однокласна народна школа, церковно-приходська школа, лікарська амбулаторія, аптека, фельдшер, повитуха, 2 гостиних двори, 3 водяні млини, 11 вітряків, 10 кузень, круподерня, 14 мануфактурних, 32 бакалійних, 2 галантерейні, 2 залізні, м'ясна лавки, 2 крамниці готового селянського одягу. Пожежна команда мала по п'ять бочок та багрів.
У 1923 році увійшло до складу новоствореної Білилівської сільської ради, котра, від 7 березня 1923 року, стала частиною новоутвореного Білилівського району Бердичівської округи; адміністративний центр сільської ради та району. 17 червня 1925 року, відповідно до постанови ВУЦВК та Ради народних комісарів УСРР «Про адміністраційно-територіяльне переконструювання Бердичівської й суміжних з нею округ Київщини, Волині й Поділля», Білилівський район ліквідовано, село та сільську раду передано до складу Ружинського району Бердичівської округи. Відстань до районного центру, міст. Ружин — 14 верст, окружного центру в Бердичеві — 40 верст, до залізничної станції «Раставиця» — 2 версти, від містечкової частини — 1,5 версти.
В роки Другої світової війни на фронтах воювали 606 мешканців села, з них 300 загинули, 297 — відзначено орденами й медалями. У 1965 та 1969 роках на їх честь встановлено пам'ятники.
30 грудня 1962 року, в складі сільської ради, село увійшло до Попільнянського району, 4 січня 1965 року повернуте до складу Ружинського району Житомирської області.
В радянський час в селі була центральна садиба колгоспу «Маяк», котрий обробляв 4 211 га земель, з них 3 913 га ріллі. Спеціалізувався на відгодівлі великої рогатої худоби та птиці. В селі діяли цегельний та комбікормовий заводи, працювали середня, восьмирічна та початкова школи, будинок культури, дві бібліотеки, лікарня, поліклініка, пологовий будинок, дитячі ясла, відділення зв'язку, 4 магазини.
У 2020 році територію та населені пункти Білилівської сільської ради, відповідно до розпорядження Кабінету Міністрів України № 711-р від 12 червня 2020 року «Про визначення адміністративних центрів та затвердження територій територіальних громад Житомирської області», включено до складу Ружинської селищної територіальної громади Бердичівського району.

## Відомі люди
- Францішек Пйотр Потоцький (1745—1829) — граф, староста щирецький, шеф регіменту Потоцьких.
- Татьянчук Людмила Минівна (1932—1983) — радянська українська кіноакторка, режисерка.
- Закусіло Олександр Іванович (1974—2014) — Герой України, загинув на Сході України.
- Чісліна Наталія Анатоліївна (1981) — українська письменниця, режисерка, громадська діячка.